# Pattan
Pattan (en cachemir:  ) es una localidad de la India en el distrito de Baramulla, estado de Jammu y Cachemira.

## Geografía
Se encuentra a una altitud de 1 588 m s. n. m. a 25 km de la capital estatal, Srinagar, en la zona horaria UTC +5:30.

## Demografía
Según estimación 2010 contaba con una población de 4 282 habitantes.